# Berlingo
Berlingo (lombardul: Berlìnc, berlingói nyelvjárásban: Berlénc) település Olaszországban, Lombardia régióban, Brescia megyében. Lakosainak száma 2749 fő (2023. január 1.). Berlingo Lograto, Maclodio, Rovato, Travagliato és Trenzano községekkel határos.

## Népesség
A település népességének változása:
| Lakosok száma | 2706 | 2749 | 2749 |
|               | 2017 | 2018 | 2023 |